# Comté de Lake (Tennessee)
Pour les articles homonymes, voir Comté de Lake.
Le comté de Lake est un comté de l'État du Tennessee, aux États-Unis. Son siège est situé à Tiptonville et sa population était en 2000 de 7 954 habitants.